# 박시원 (1967년)
박시원(영문명: Park Siwon, 1966년 출생 ~ )은 대한민국의 남성 트로트 가수이다.

## 개요
1987년 KBS 《신인 가요제》에서 조용필의 <상처>를 불러 '가창상'을 수상하며 가수로 데뷔했다. 가수 요요미의 아버지이다. 대표곡으로 <흔들리지마>,<폐활량>,<민둥산>,<사랑을 몰랐다>가 있다.  직접 작사, 작곡도 하고, 주요 장르는 트로트이다.

## 생애
박시원(본명 박해관)은 1966년 출생했으며, 4남 중에 둘째이다. 형제들이 가수 뺨치게 노래를 잘한다고 한다. 학창시절부터 노래를 좋아해 고교시절 가요제에도 참가하였다. 20세 때인 1987년 KBS '신인가요제'에서 입상한 뒤, 26세에 가수로 데뷔하였다.  생계를 위해 라이브 카페를 개업하고 2002년 음반 제작사 녹음실에 투자했다가 집까지 날렸다. 앨범을 몇 개 냈으나 사기를 당하고, 일용직 및 알바 등을 하고 지인들 도움으로 다시 충청북도 청주시에서 라이브카페를 운영했다. 이때 요요미가 중학생 시절 라이브 카페 일을 도왔다. 2019년 7월 '라이브카페 열린음악회'라는 상호로 개업을 했으나 2020년 코로나19 사태로 접었다가 2020년 11월 청주 용암동에 '박시원라이브'라는 라이프 카페를 다시 열었다. 2층에 위치하고 있는데 박시원의 사진과 '요요미'라는 이름이 창문에 써있다. 청주에서 가수 및 노래교실 강사로 활동하고 있으며, 청주시에서 거주하다가 2020년 딸 요요미가 사는 인천광역시로 이사했다. 라이브 카페는 지금도 용암동에 있다. 2021년 3월 5일부터 유튜브 채널 '박시원 TV'를 개설해 운영하고 있다.

## 데뷔
26세 때인 1992년 <사모곡>을 작곡한 서승일의 곡 <꽃씨>로 데뷔하였다.

## 앨범
- 1992년 1집 《꽃씨》(작곡:서승일)[10]
- 2007.10.01. EP(미니) 《흔들리지마》발매 - <흔들리지마>, <누가 누구를>, <아직 그대를 사랑합니다>, <간이역>, <폐활량>, <체온>[11]
- 2016.10.17. 싱글 《민둥산/우리 아버지/사랑을 몰랐다》발매 - <민둥산>, <우리 아버지>, <사랑을 몰랐다>
- 2018.04.25. 싱글 《사랑의 택배기사》발매
- 2020.04.08. 싱글 《부산역광장》발매 - <명자꽃>, <부산역광장>
- 2020.05.09  컴필레이션 《불후의 명곡》 - 전설을 노래하다 (2020 가족 특집) - <나는 너 좋아>(요요미와 함께)

## 수상
- 1986년 KBS 《신인가요제》 충북대상[12]
- 1987년 KBS《신인 가요제》 본상 가창상[13]
- 《선데이 뉴스》 신인가수상
- 《한국 나눔 봉사상》
- 《충북예술인총연합회》 가수부분

## TV
- KBS 《전국노래자랑》 출연[14]
- SBS 《전국가요톱10》 출연
- MBC 《우정의 무대》 출연
- 아이넷 TV 다수 출연
- 2017.01.09.  복지TV 《TOP 가요쇼》 초대가수 <민둥산>(박시원)
- 2017.05.19.  복지TV 《TOP 가요쇼》 초대가수 <민둥산>(박시원)
- 2018.08.08. KBS 1TV 《아침마당》전국 이야기 대회 <도전 꿈의 무대> - 요요미와 함께 출연
- 2019.08.14. 채널A 교양프로그램 《행복한 아침》게스트 - 요요미와 함께 출연
- 2020.11.25.  KBS 1TV KBS광주 특별기회 3부작 《나랑 갈래?》 2부 요요미편 '아빠랑 엄마랑 차박 여행'

## 라디오
- 전국 라디오 프로그램 다수 출연('강석 김혜영의 싱글벙글 쇼' 등)
- 2021.07.30. MBC충북 《일상을 바꾸는 라디오》  게스트, <부산역 광장>

## 인터넷 방송
- 2021.08.23. 소셜미디어태희 《태희라이브》 '요요미아빠 가수 박시원의 인생', 게스트

## 행사
- 세계 태권도 축제 초대가수[15]
- 강원도 주부 가요제 초대가수
- 추풍령 가요제 초대가수
- 청소년 가요제 초대가수
- 치악산 가요제 초대가수
- 청주 무심천 가요제 초대가수
- 2013.09.12. 《제19회 강원도 주부가요제》 1부 축하공연, 초대가수 <흔들리지마>(박시원)
- 2016.08.12. <Club Don't Tell Man> 초대가수 <아직도 그대를 사랑합니다>,<흔들리지마>
- 2017.04.09. '충청페스티벌 - 듀엣가요제' (무심천 체육공원 야외 특설무대) 초대가수 <사랑아 몰랐다>,<흔들리지마>
- 2017.07.21. '제11회 향수옥천 포도복숭아 축제' 《개막축하 음악회》 초대가수 <사랑을 몰랐다>(박시원)
- 2017.08.02. 《제1회 정선 강변가요제》 초대가수 <민둥산>(박시원),<바보>(박시원)
- 2019.08.28. <제24회 음성청결고추축제> (음성설성공원)  초대가수 <흔들리지마>,<삼각관계>,<너 나 좋아해 나 너 좋아해>(요요미와 함께)

## 가족관계
- 본인: 박시원
- 부인: 조금해
- 첫째: 박무동
- 둘째: 박연아(요요미)
- 셋째: 박인동